# Муравське-Надбужне
Муравське-Надбужне (пол. Murawskie Nadbużne) — село в Польщі, у гміні Нур Островського повіту Мазовецького воєводства.
Населення — 128 осіб (2011).
У 1975-1998 роках село належало до Ломжинського воєводства.

## Демографія
Демографічна структура станом на 31 березня 2011 року:
|          | Загалом | Допрацездатний вік | Працездатний вік | Постпрацездатний вік |
| -------- | ------- | ------------------ | ---------------- | -------------------- |
| Чоловіки | 73      | 11                 | 46               | 16                   |
| Жінки    | 55      | 7                  | 28               | 20                   |
| Разом    | 128     | 18                 | 74               | 36                   |